# Johanniterkommende Cosel

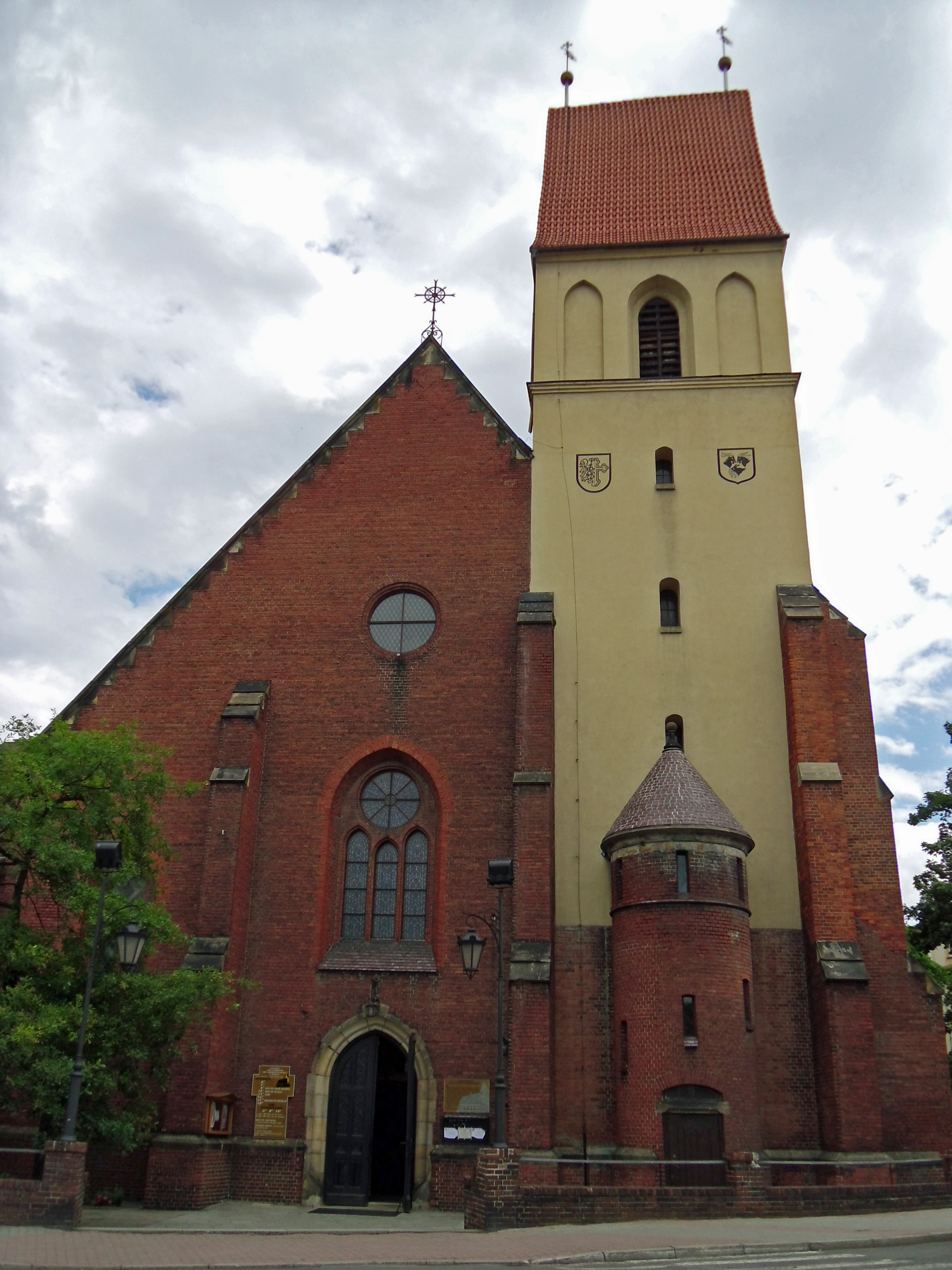
Die zwischen 1489 und 1511 neu errichtete Stadtkirche von Cosel, um/nach 1570 neu gestaltet.

Die Johanniterkommende Cosel war eine Niederlassung des Johanniter-/Malteserordens in Cosel im damaligen Herzogtum Ratibor in Schlesien, heute Koźle, ein Stadtteil von Kędzierzyn-Koźle im Powiat Kędzierzyńsko-Kozielski, Woiwodschaft Opole, Polen. Die Niederlassung wurde vermutlich in der ersten Hälfte des 14. Jahrhunderts gegründet und war nach der Erhebung zur Kommende eine Priesterkommende, d. h. der Kommende stand ein Priesterbruder des Johanniterordens als Leiter (Kommendator) vor. Die Niederlassung war von Beginn an mit einem Hospital und etwas später mit der Betreuung der Stadtpfarrei Cosel verbunden. Um/vor 1629 wurde die Kommende Cosel in die Kommende Gröbnig integriert. Die Johanniterkommende Gröbnig wurde dann 1810/11 säkularisiert.

## Lage
Die Kommende Cosel befand sich im Städtchen Cosel, heute Koźle, einem Stadtteil von Kędzierzyn-Koźle im Powiat Kędzierzyńsko-Kozielski, Woiwodschaft Opole, Polen. Cosel liegt rd. 28 km nordnordwestlich von Ratibor und rd. 37 km westnordwestlich von Gleiwitz an der Oder. Die Kommendegebäude, auch Kreuzhof genannt, befanden sich in der Nähe der Kirche. Von ihnen hat sich nichts erhalten.

## Stellung der Kommende Cosel in der Organisationshierarchie des Johanniterordens
Die Kommende Cosel gehörte innerhalb der Organisationshierarchie des Johanniterordens zum Großpriorat Böhmen der Deutschen Zunge. Im 14. und 15. Jahrhundert benannte der böhmische Großprior aufgrund der größeren Entfernung vom Amtssitz in Prag einen Statthalter oder Stellvertreter für die schlesischen Kommenden, d. h. zu dieser Zeit existierte eine schlesische Unterprovinz des Großpriorats mit einem (Ober-)Kommendator. In aller Regel kommunizierte der Großprior nicht direkt mit den schlesischen Kommendatoren, sondern der Statthalter in Schlesien gab die entsprechenden Anweisungen des Großpriors an die schlesischen Kommendatoren weiter. Die Kommende in Cosel war eine Priesterkommende, d. h. der Kommende stand ein Priesterbruder des Johanniterordens als Kommendator vor.

## Geschichte
In den 1230er Jahren hatten die Johanniter Ackerstücke bei Czissek unterhalb der Burg Cosel von Graf Goszlau von Jedlownik/Gosler von Zedlrinek als Geschenk erhalten. Herzog Mieszko II. von Ratibor bestätigte die Schenkung 1239 und erteilte den Johannitern auch die weitgehende Befreiung von herzoglichen Lasten. Sie durften außerdem eine Schenke in Czissek und ein Fischwehr in der Oder errichten. Am 8. Mai 1241 bestätigte er den Johannitern erneut ihre Besitzungen im Herzogtum Ratibor, so die Dörfer Makau (aus diesem Besitz entwickelte sich die Kommende Makau), Repsch (heute Rzepcze), Blottnitz (heute Błotnica Strzelecka) und Czissek, das Recht zur Einrichtung einer Schenke in Czissek und den Bau eines Fischwehrs in der Oder sowie das Recht ihre Dörfer deutschrechtlich umzugestalten. Außerdem befreite er die Bewohner von Czissek von allen Lasten, die sie vorher zur Burg Cosel zu leisten hatten, so Hand- und Spanndienste, Burgwacht, Vorspann und Nachtherberge für den Herzog u. a.). Die Dörfer Repsch, Blottnitz und Czissek gingen den Johannitern aber nur wenig später wieder verloren. Die Gründe dafür sind nicht bekannt. 1281 wurde vom Herzogtum Ratibor die Herzogtümer Beuthen und Cosel abgetrennt. 1286 wurde ein Teilgebiet des Letzteren als Herzogtum Cosel verselbständigt.
Ralph Wrobel nimmt eine Gründung des Ordenshauses in Cosel in der 1. Hälfte des 14. Jahrhunderts an. Er führt an, dass der Bruder des Coseler Herzogs Wladislaus, Mieszko, in den Jahren 1313 und 1322 als Johanniterordensritter bezeichnet wird. Wrobel geht davon aus, dass die Johanniter zur Errichtung oder Unterhaltung eines Hospitals in die Stadt gerufen wurden. Woher die Coseler Johanniter kamen, geht aus den Urkunden nicht hervor. Wrobel vermutet, dass sie aus den Stadtkommenden Leobschütz (zeitweise Sitz der Kommende Gröbnig) oder Brieg gekommen sind. Dort leisteten die Johanniter Hospital- und Seelsorgedienste. Im Falle von Cosel kam der Seelsorgedienst allerdings erst später hinzu. 1411 schenkte Herzog Konrad III. von Oels, Cosel, Steinau und halb Beuthen das Patronat der Stadtpfarrkirche von Cosel mit seinen Einnahmen dem Johanniterorden. 1414 bestätigte sein Sohn Herzog Konrad IV. die Schenkung seines Vaters.
Die Niederlassung des Johanniterordens in Cosel war Ende des 14. Jahrhunderts bereits als Kommende organisiert. 1415 wird in einer Urkunde her Paul der alde Compthor erwähnt. Dieser Kommendator Paul wurde schon 1392 als Teilnehmer eines Provinzialkapitels des Johanniterordens erwähnt. Wrobel geht davon aus, dass er um 1380 Kommendator von Cosel wurde.
Die Kommende in Cosel hatte anscheinend bedeutende Einnahmen. Zu Neujahr 1414 schenkte der Amtsnachfolger des Paul, Nicolaus Godalb, der Commendator domus in Cosla dem dortigen Hospital 18 Mark, damit in der dortigen Marienkapelle täglich zu Ehren Marias gesungen wurde. Weitere 8 Mark stiftete er zur Dotation eines Altars in der dortigen Kapelle zu Ehren der heiligen Sophie. Herzog Konrad IV. beurkundete die Schenkung, und Bischof Wenzel von Breslau bestätigte nur wenig später ebenfalls die Schenkung. Er betonte besonders, dass die 18 Mark für die in der Kapelle zelebrierenden Kapläne bestimmt seien.
Am 25. April 1415 schloss Herzog Konrad IV. mit dem Kommendator der Coseler Kommende, hier nun Nicolaus Godow genannt, einen Vertrag, dass der Vogt Heinrich von Cosel und seine Nachfolger jährlich auf Martini von den Fleischbänken in der Stadt drei Stein Talg an die Kommende liefern sollte. Dies war aber keine neue Verpflichtung, sondern rührte von alters her; also auch hier ein Hinweis darauf, dass die Kommende schon geraume Zeit vorher existierte. 1417 schenkte Nikolaus Krzanowitz dem Hospital einen Zins von fünf Mark; die Schenkung wurde von Herzog Konrad dem (alten) Weißen von Cosel bestätigt.
Der damalige Wohlstand der Kommende Cosel wird auch durch die folgenden Finanzgeschäfte belegt. So lieh sich Markus von Twardawa 1416 von Kommendator Nikolaus 30 Mark Prager Groschen polnischer Zählung, für die er und seine Nachfolger jährlich auf Martini 3 Mark Zins zu zahlen hatten. Als Sicherheit stellte er das Gut Komorno. Herzog Konrad IV. bestätigte am 21. Dezember 1416 das Geschäft. 1434 lieh sich Herzog Konrad der (alte) Weiße von Cosel von Kommendator Nikolaus 50 Mark böhmische Groschen. Die Kommende erhielt dafür einen Zins von vier Mark, der dem Herzog aus dem Wald von Kostenthal zustand sowie eine Mark Zins vom Essengeld, das die Bewohner von Kostenthal dem Herzog entrichten mussten. Im selben Jahr lieh sich der Herzog weitere 30 Mark vom Kommendator, für die er seine Renten in Matzkirch (Maciowakrze) und Lohnau (Łany) als Sicherheit einsetzte.
Der Kommende gehörte ein bei der Burg Cosel gelegener Weinberg, den der Orden von Hans Kretschmer gekauft hatte, der aber 1454 gegen anderen Besitz getauscht wurde. Eine größere Schenkung erhielt die Kommende von Heinze Pozarz und seiner Frau Sophie, die für Messen und Vigilien 100 ungarische Gulden fundierten. Das Geld wurde dem Magistrat übergeben, der dafür jährlich 6 Mark Zins an den Kommendator und die Kapläne der Pfarrkirche zahlte. 1466 lieh sich ein Nachkomme des oben genannten Markus von Twardawa, Saul Twardawa ein Kapital auf sein Gut Komorno, wofür er zwei Mark Zins zum Unterhalt der Priester und Kapläne an der Marienkapelle bezahlen musste.
1454 wurde fast die gesamte Stadt Cosel ein Raub der Flammen. Lediglich das Kommendegebäude, die Schule, das Badehaus und drei Häuschen blieben verschont, ebenso die Marienkapelle. An dieser Marienkapelle wurde 1480 eine Bruderschaft namens Mariä Heimsuchung gegründet, die bis 1945 existierte. Die Gründer der Bruderschaft, darunter auch Kommendator Hieronymus Doleator (oder Böttcher) baten den Breslauer Bischof Rudolf um eine Bestätigung. Die Pfarrkirche erhielt zum Ende des 16. Jahrhunderts/Beginn des 17. Jahrhunderts noch eine Reihe bedeutender Schenkungen und Altarstiftungen.
Allerdings verschlechterte sich im 16. Jahrhundert die wirtschaftliche Situation der Kommende immer mehr. Bei der Visitation 1536 befand sich das Kommendegebäude in einem jämmerlichen Zustand. Das Dach war fast eingefallen und hätte neu gebaut werden müssen. Das ursprünglich dem Orden übertragene Hospital existierte zwar 1588 noch, war aber nicht mehr im Besitz des Ordens, sondern wurde von der Stadt unterhalten. 1536 waren einige der Naturalleistungen wie Messkorn und Zehnten in Geldabgaben umgewandelt worden. Die Einnahmen aus den Zehnten betrugen immerhin noch 26 Mark. Die Einnahmen insgesamt betrugen damals noch 50 Mark Silber, denen Ausgaben in Höhe von nur vier Mark Silber gegenüber standen. Allerdings mussten mit diesen Einnahmen die Altaristen bezahlt werden. Im 15. Jahrhundert betrugen die Responsionen, d. h. die Zahlungen, die an die Ordenszentrale in Rhodos geleistet werden mussten, noch drei Floren. Nach der Vertreibung der Johanniter von Rhodos und dem Aufbau der Ordenszentrale auf Malta wurden für die Kommende Cosel laut der Visitation von 1536 fünf ungarische Floren Responsion angesetzt.
1596 schrieb der damalige Kommendator Caspar Lessius einen Brief an den Verwalter der Gröbniger Kommende Michael von Tharoult, in dem er einräumte, dass er mit der Zahlung der Responsgelder für die Ordenszentrale seit mehreren Jahren im Rückstand sei. Die in sechs aufeinander folgenden Jahren eingetretenen Oderüberschwemmungen hätten ihn in äußerste Not gebracht. Er habe nicht aus Widerspenstigkeit keine Zahlungen geleistet, sondern wegen der unglücklichen Umstände. Selbst wenn er sein ganzes Hab und Gut verkaufen würde, könnte er die Schuld nicht auf einmal begleichen. Er sei aber willens, die Schuld in jährlichen Raten abzutragen.

## Das Ende der Kommende in Cosel
Caspar Lessius (oder auch Leßius) war der letzte Kommendator in Cosel. Mit seinem Tod vor dem Jahr 1629 wurde die Coseler Kommende dem Kommendator in Gröbnig unterstellt. Das Patronatsrecht über die Coseler Stadtpfarrkirche blieb dem Johanniterorden jedoch erhalten. 1629 war bereits ein vom Kommendator in Gröbnig berufener Weltgeistlicher in Cosel tätig.
Mit dem Säkularisationsedikt vom 30. Oktober 1810 wurde die rechtliche Voraussetzung für die Verstaatlichung der Kommende Gröbnig geschaffen. Die Kommende Gröbnig wurde dem für die Abwicklung zuständigen Justizdirektor Lehmann am 7. Januar 1811 übergeben.

## Kirche
Die mittelalterliche Kirche, die 1411 dem Johanniterorden geschenkt wurde, wurde bei einem Brand 1454 schwer beschädigt. Nur eine Kapelle blieb stehen. 1489 wurde die Kirche vom Landeshauptmann Johann Bielek neu erbaut. Die Bauarbeiten zogen sich mehr als 20 Jahre hin, wie der Schlussstein im Westportal mit Johanniterkreuz und Jahreszahl 1511 zeigt. Die Kirche wurde in der Reformationszeit zur Ruine und wurde erst 1570 für Gottesdienste wieder eingerichtet. Sie war dem Hl. Sigismund, König von Burgund und Märtyrer geweiht und besaß damit ein sehr ungewöhnliches Patrozinium. Die Kapelle an der Kirche war Sitz bzw. Versammlungsort der Bruderschaft Mariae Heimsuchung.

## Kommendatoren
| Amtszeit (Nachweise)   | Kommendator                  | Sonstige Ämter und Anmerkungen |
| ---------------------- | ---------------------------- | --- |
| um 1380 bis 1392       | Paul/Paulus de Kosla         | Kommendator in Cosel, 1415: her Paul der alde Compthor |
| 1403 bis 1416          | Nikolaus von Godow           | Kommendator in Cosel, auch Kommendator in Gröbnig |
| 1434 bis 1446          | Nikolaus de Constantin       | Kommendator in Cosel |
| 1480                   | Hieronymus Doleator/Böttcher | Kommendator in Cosel |
| 1494                   | Johann Chraske               | Kommendator in Cosel |
| ?                      | Bernhard                     | Kommendator in Cosel, brachte völlig Unordnung in die Kommende (wird im Bericht zur Visitation 1536 ohne Jahr erwähnt; identisch mit dem Kommendator Bernhard, der 1475 der Kommende Altzülz vorstand?) |
| Anfang 16. Jahrhundert | Michael                      | Kommendator in Cosel |
| 1536                   | Andreas                      | Kommendator in Cosel |
| 1560                   | Martin Breska                | Kommendator in Cosel |
| seit 1565 bis 1585     | vakant bzw. Weltpriester     | |
| 1585 bis vor 1629      | Caspar Lessius/Leßius        | Kommendator in Cosel |

## Anmerkung
1. ↑  Die Verpflichtung der Untertanen des Herzogs, dem Fürsten und dessen Gefolge sowie den fürstlichen Beamten Nachtlager und Unterhalt zu geben, wenn der Fürst in der Gegend war, war hier durch eine Geldzahlung abgelöst worden (siehe Weltzel, Geschichte Kosel, S. 447, Fußnote 1).

Koordinaten: 50° 20′ 4,6″ N, 18° 8′ 40,2″ O